# Lem's Beat
Lem's Beat — студійний альбом американського джазового вібрафоніста Лема Вінчестера, випущений у 1960 році лейблом New Jazz.

## Опис
Вібрафоніст Лем Вінчестер, який зазнав впливу Мілта Джексона, тут грає з тенор-саксофоністом Олівером Нельсоном, альт-саксофоністом Кертісом Піглером і чудовою ритм-секцією. Нельсон виконує найбіль виразні соло, і є автором трьох з шести композицій; музична персона тенор-саксофоніста домінує на цьому сеті.

## Список композицій
1. «Eddy's Dilemma» (Олівер Нельсон) — 11:37
2. «Lem & Aide» (Олівер Нельсон) — 7:58
3. «Friendly Persuasion» (Дмитро Тьомкін, Пол Френсіс Вебстер) — 4:08
4. «Your Last Chance» (Олівер Нельсон) — 6:50
5. «Lady Day» (Рой Джонсон) — 2:51
6. «Just Friends» (Сем Л. Льюїс, Джон Кленнер) — 5:17

## Учасники запису
- Лем Вінчестер — вібрафон
- Олівер Нельсон — тенор-саксофон
- Кертіс Піглер — альт-саксофон
- Біллі Браун (1, 3), Рой Джонсон — фортепіано
- Венделл Маршалл — контрабас
- Артур Тейлор — ударні

Технічний персонал
- Есмонд Едвардс — продюсер
- Руді Ван Гелдер — інженер
- Кріс Альберстон — текст